# اسپیرو هارت
اسپیرو هارت (انگلیسی: Spiru Haret؛ ‏۱۵ فوریهٔ ۱۸۵۱ – ۱۷ دسامبر ۱۹۱۲) یک ریاضی‌دان، فیزیک‌دان، جامعه‌شناس، ارمنی‌تبار اهل رومانی بود.

## نگارخانه

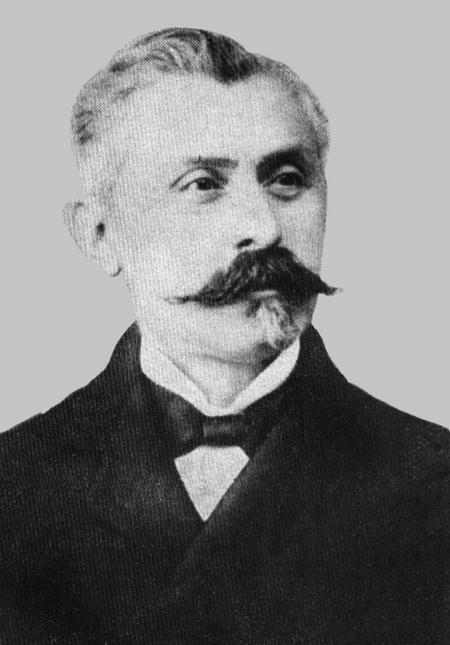